# Staatsmijn Maurits
De Staatsmijn Maurits stond in Lutterade, Geleen (tegenwoordig Sittard-Geleen), en was de grootste steenkolenmijn van Nederland en ontgon steenkool in het Zuid-Limburgs steenkoolbekken. Tot de aanleg van de derde schacht in 1958 was het tevens de grootste tweeschachtenmijn ter wereld.
Bij de voormalige hoofdingang van de mijn bevinden zich drie monumenten die herinneren aan het mijnverleden: het Mijnmonument, het Barbaramonument en het Mozaïekmonument Mijn Maurits.

## Beschrijving
Bij de Koninklijke Besluiten van 12 maart 1915 en 21 januari 1916 werd respectievelijk de vestigingsplaats en de naam van de vierde Staatsmijn bepaald: de zetel zou in Lutterade-Geleen worden gevestigd, de naam werd Staatsmijn Maurits, naar de tweede zoon van Willem van Oranje.
Met de aanleg van de mijn werd in 1915 begonnen, een jaar later startte men met de bouw van de eerste twee schachten. In 1923 werd een begin gemaakt met de ontsluiting van de bovenste twee verdiepingen. Officieel kwam Staatsmijn Maurits in 1926 in bedrijf. De in de mijn geproduceerde vetkolen werden toegepast als industriebrandstof, de fijnkool werd verwerkt in de cokesfabriek van de onderneming. Op haar hoogtepunt werden er jaarlijks ongeveer 2,5 miljoen ton kolen naar boven gebracht. De totale productie bedroeg meer dan 96 miljoen ton. De mijn beschikte over vijf verdiepingen die aangelegd waren op 391, 455, 548, 660 en 810 meter onder het maaiveld. De verdiepingen strekten zich in het concessieveld op verschillende plaatsen tot meer dan vijf kilometer vanaf de schachten uit, ze hadden elk een oppervlakte zo groot als die van de stad Amsterdam.
Vanaf 1947 was de mijn verbonden met de Staatsmijn Emma door een ondergrondse steengang met een lengte van dertien kilometer. Daar de Staatsmijn Emma sinds 1956 op haar beurt ondergronds verbonden was met de Staatsmijn Hendrik, was het mogelijk om ondergronds van Geleen naar Brunssum te reizen, een tocht die nagenoeg de gehele mijnstreek (en daarmee de provincie Limburg) van west naar oost doorkruiste.

## Bombardement van Geleen 1942
Op 5 oktober 1942 werd Geleen en omgeving per ongeluk gebombardeerd door de RAF met 30 toestellen. Bij de aanval, die plaatsvond in de late avond, kwam ook de Staatsmijn Maurits onder vuur te liggen. Schacht I werd door brandbommen getroffen, waardoor deze onbruikbaar werd. Schacht II had nauwelijks schade. De mijnwerkers die ondergronds verbleven werden via de ladderafdeling van deze schacht geëvacueerd. Na inspectie werd de schacht de volgende dag weer vrijgegeven voor personenvervoer. Er vielen negen bommen op het Mauritscomplex, hierbij ontstonden forse branden, onder meer op het houtterrein en het emplacement. De branden werden bestreden door de bedrijfsbrandweer en korpsen van andere mijnen en andere gemeenten, geholpen door de brandweer uit het Duitse Geilenkirchen. Op de mijn vond een arbeider de dood. Daarbij vielen nog twee zwaargewonden en 42 lichtgewonden. Op de cokesfabriek Maurits kwam ook een arbeider om. De materiële schade werd op 1,6 miljoen gulden geschat. Na ongeveer een half jaar lag de productie weer op het oude peil

## Mijnongeluk 1958
Op 3 maart 1958 kwamen in de mijn zeven mijnwerkers om het leven door een instorting in een pijler. Het betrof drie Nederlanders, twee Italianen, een Pool en een Engelsman. Het duurde drie dagen voordat alle slachtoffers waren geborgen.
Het ongeluk voltrok zich in een pijler die gelegen was tussen de verdiepingen op 391 en 455 meter, zo’n anderhalve kilometer van de schacht. De 96 meter lange pijler was een week vóór de instorting in bedrijf genomen vanuit een zogenoemde doortocht. Het betrof een breukpijler, hier laat men een van steenkool ontdaan gedeelte gecontroleerd instorten door het ondersteuningsmateriaal weg te nemen. Deze laatste handeling wordt roven genoemd.
De toestand in de pijler leek bij de uitvoering van de werkzaamheden normaal, ook bij voorafgaande inspectie waren geen onregelmatigheden ontdekt. Op 3 maart is plotseling de daklaag boven de pijler gaan schuiven. Hierbij werd de stalen pijlerondersteuning over een lengte van 37 meter omver gedrukt. Van de 18 mijnwerkers die in het ingestorte stuk werkten wisten er 11 nog tijdig te vluchten, de overige zeven mijnwerkers werden onder instortend gesteente bedolven en kwamen om. Met het opruimingswerk werd onmiddellijk begonnen. Doordat de instorting zich nabij de afvoergalerij had voorgedaan, was het bouwwerk hiervan verschoven. Deze galerij moest daarom eerst worden beveiligd. Vervolgens werd begonnen met het opruimen van de instorting. De eerste twee slachtoffers werden binnen 12 uur bovengronds gebracht. Na drie dagen van onafgebroken doorwerken waren alle zeven omgekomen mijnwerkers geborgen.
Bij onderzoek naar de oorzaak van de ramp bleek dat zich boven de kolenlaag een laag gesteente van circa 1,70 meter dikte bevond die plotseling is afgeschoven. Daarboven bevond zich, door een glad scheidingsvlak begrensd, een hardere gesteentelaag die bij de instorting geheel intact bleef. Deze laag was dermate hard en samenhangend, dat zij het breken van de onderste daklaag niet volgde. Doordat de onderste daklaag loskwam en wegschoof werd de pijlerondersteuning omver gedrukt.

## Sluiting van de mijn

### Aanloop
Naar aanleiding van de aankondiging van de sluiting van de Limburgse steenkoolmijnen door minister van Economische Zaken Joop den Uyl op 17 december 1965, werd de Staatsmijn Maurits aangewezen als eerste locatie voor sluiting. Per 1 april 1966 werd de productie van de mijn geleidelijk teruggebracht. In sociaal-economisch opzicht leunde moederbedrijf DSM daarbij enerzijds op de natuurlijke afvloeiing van het personeel en anderzijds op de tewerkstelling in de nieuwe chemische afdelingen van het bedrijf. Bovendien bracht de aankondiging van de Eerste Mijnnota door minister den Uyl een hele groep van nieuwe bedrijven (waaronder DAF en Curver) naar Zuid-Limburg die alle werkgelegenheidsgarantie boden namens het kabinet. Dat was voor de regering voldoende reden om het aantrekken van nieuwe pijlers terug te brengen waardoor de exploitatie van de mijn niet langer economisch verantwoord kon worden voortgezet. Op 17 juli 1967 werd de productie in de Staatsmijn Maurits definitief stopgezet.

### Ontmanteling
In tegenstelling tot diverse mijnen in de Oostelijke Mijnstreek (nu regio Parkstad), is Staatsmijn Maurits, gelegen in de Westelijke Mijnstreek (regio Geleen-Sittard-Beek), zeer nauwgezet en snel ontmanteld. Dat ontmantelen begon in de maanden augustus en september van 1967 en hield in dat zoveel mogelijk materialen uit de mijn werden teruggewonnen ('roven'). In het geval van de Staatsmijn Maurits zijn vooral de stijlen en kappen uit de galerijen zoveel mogelijk verwijderd en afgevoerd via de drie schachten. Alle ontkool- en transportmachines zijn eveneens ontmanteld en naar boven getransporteerd, evenals de spoorrails, treinwagons en ondergrondse locomotieven. Het overgrote deel van de steengangen is op dit moment nog steeds dragend en intact, aangezien de ontmanteling van het boogvormige metsel- en betonwerk te arbeidsintensief zou zijn. De micro-infrastructuur van de steengangen, waaronder kabelbomen voor elektriciteit, persluchtleidingen en waterleidingen, werd wél zoveel mogelijk verwijderd.

Tot 1 maart 1968 was een kleine, selecte groep, ervaren mijnwerkers en ingenieurs bezig met de ontmanteling van het gehele, uitgebreide ondergrondse bedrijf op de vijf verdiepingen. De ontmanteling van de laadplaatsen en andere bedrijfsonderdelen rondom de schachten duurde tot 16 april 1968. Daarna werden de waterpompen op de verdiepingen van 548 en 810 meter diep nog enige tijd in bedrijf gehouden, waarna deze vanaf begin 1973 alsnog werden ontmanteld en opgehaald via de schachten I en III. Op 16 april 1968 werden de liftkooien en de ophaalmachine van schacht II definitief stil gezet. Op donderdag 27 juni 1974 werd schacht I met dynamiet neergehaald, en in september van datzelfde jaar werden schachten II en III gecontroleerd opgeblazen. De drie schachten werden opgevuld met betonproppen en massa's mijnsteen. Daarmee kwam er definitief een einde aan de Staatsmijn Maurits. 

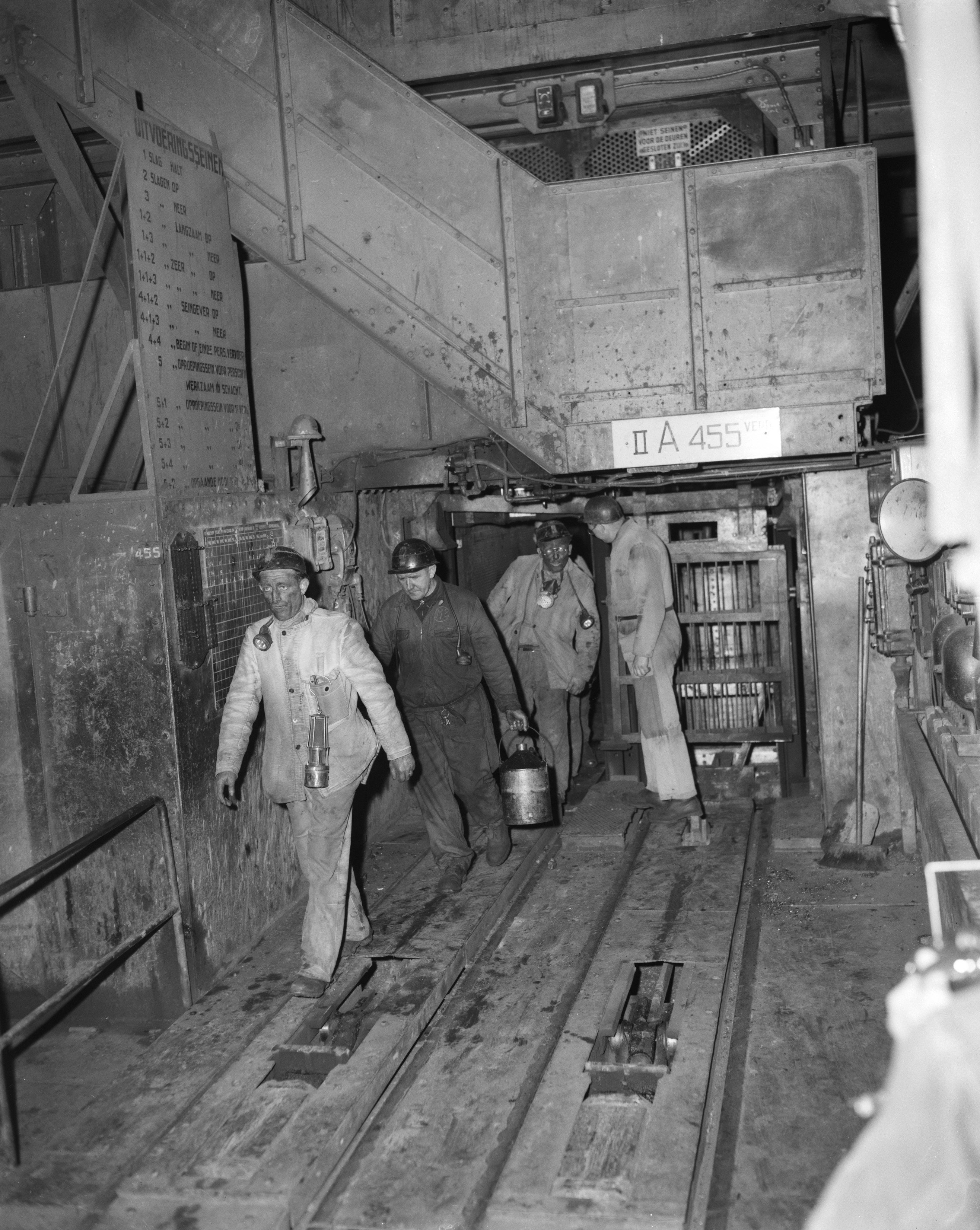
Een van de reddingsploegen komt boven na het mijnongeluk in 1958

## Herbestemming
Na de sluiting van de mijn in 1967 heeft DSM, dat al in 1929 de cokesfabriek Maurits en het stikstofbindingsbedrijf (SBB) op het mijnterrein had gevestigd, ook zijn nieuwe petrochemische tak op het terrein gevestigd. Dit is tegenwoordig het zuidelijke deel van bedrijventerrein Chemelot. Het noordelijke deel staat nog altijd in het teken van de anorganische chemie, net als ten tijde van de Staatsmijn. Er zijn nog enkele oude gebouwen van de Staatsmijn bewaard gebleven, o.a. de oude poort met hoofdingang en de kantoren te Lutterade, twee hallen, de watertoren en een oude luchtschacht. De steenberg van de mijn, de Mauritsberg, bevatte uiteindelijk 26.000.000 ton steen, was 110 meter hoog (172 m NAP) en besloeg een oppervlakte van meer dan 84 hectare. Vanaf 1969 is de steenberg (gedeeltelijk) afgegraven en is nog ongeveer 50 meter hoog, de basis ligt op 62 m boven NAP, de top op 110 m boven NAP.